# Niestetal
Niestetal település Németországban, Hessen tartományban. Lakosainak száma 11 498 fő (2023. december 31.).

## Népesség
A település népességének változása:
| Lakosok száma | 10 431 | 11 030 | 11 096 | 11 365 | 11 434 | 11 498 |
|               | 2014   | 2017   | 2019   | 2021   | 2022   | 2023   |